# 柴崎村
柴崎村（しばさきむら）は茨城県稲敷郡にかつて存在した村である。

## 地理
- 現在の稲敷市の中部、旧新利根町の中部に位置する。
- 村域は台地と平地が入り組む谷戸が多い地形になっている。
- 村は霞ヶ浦の支流小野川の南岸に位置する。
- 村内には新利根川が流れる。

## 歴史

### 村域の変遷
- 1889年（明治22年）4月1日 - 町村制施行により、中山村・柴崎村・伊佐津村・伊佐津新田・戌渡新田・角崎村・狸穴村が合併し河内郡柴崎村が発足。
- 1896年（明治29年）4月1日 - 河内郡は信太郡と合併し稲敷郡が発足。同郡の所属となる。
- 1955年（昭和30年）4月1日 - 根本村・太田村と合併して新利根村となり消滅。

変遷表
| 1868年 以前 | 1868年 以前 | 1868年 以前 | 明治22年 4月1日 | 明治29年 4月1日 | 明治29年 4月1日 | 昭和30年 4月1日 | 平成8年 6月1日 | 平成17年 3月22日 | 現在   |
| ----------- | ----------- | ----------- | --------------- | --------------- | --------------- | --------------- | -------------- | ---------------- | ------ |
| 河内郡      |             | 中山村      | 柴崎村          | 稲敷郡 発足     | 柴崎村          | 新利根村        | 町制 新利根町  | 稲敷市           | 稲敷市 |
| 河内郡      | 柴崎村      |             | 柴崎村          | 稲敷郡 発足     | 柴崎村          | 新利根村        | 町制 新利根町  | 稲敷市           | 稲敷市 |
| 河内郡      | 伊佐津村    |             | 柴崎村          | 稲敷郡 発足     | 柴崎村          | 新利根村        | 町制 新利根町  | 稲敷市           | 稲敷市 |
| 河内郡      | 伊佐津新田  |             | 柴崎村          | 稲敷郡 発足     | 柴崎村          | 新利根村        | 町制 新利根町  | 稲敷市           | 稲敷市 |
| 河内郡      | 戌渡新田    |             | 柴崎村          | 稲敷郡 発足     | 柴崎村          | 新利根村        | 町制 新利根町  | 稲敷市           | 稲敷市 |
| 河内郡      | 角崎村      |             | 柴崎村          | 稲敷郡 発足     | 柴崎村          | 新利根村        | 町制 新利根町  | 稲敷市           | 稲敷市 |
| 河内郡      | 狸穴村      |             | 柴崎村          | 稲敷郡 発足     | 柴崎村          | 新利根村        | 町制 新利根町  | 稲敷市           | 稲敷市 |

### 災害史
- 1935年（昭和10年）9月26日 - 群馬県内の集中豪雨の影響で新利根川の水位が上昇。柴崎堰付近の堤防が決壊して村内一帯が冠水した[1]。

## 人口・世帯

### 人口
総数 [単位： 人]
| 1891年（明治24年） | 2,502 |
| 1912年（大正元年） | 3,606 |
| 1920年（大正 9年） | 3,490 |
| 1935年（昭和10年） | 3,725 |
| 1950年（昭和25年） | 4,849 |

### 世帯
総数 [単位： 世帯]
| 1920年（大正 9年） | 696 |
| 1935年（昭和10年） | 720 |
| 1950年（昭和25年） | 885 |